# Tournoi de tennis de Meknès
Le Morocco Tennis Tour Meknès est un tournoi professionnel de tennis du circuit ATP Challenger Tour qui se déroule de 2008 à 2016 sur terre battue à Meknès, au Maroc.
Créé en 2008 après la suppression du MTT Fès, le tournoi de Meknès est l'étape du Morocco Tennis Tour qui a connu la plus grande longévité avec neuf éditions organisées consécutivement jusqu'en 2016 et la disparition du circuit. Sa dotation passe de 30 000 € à 42 500 € en 2014.

## Palmarès

### Simple

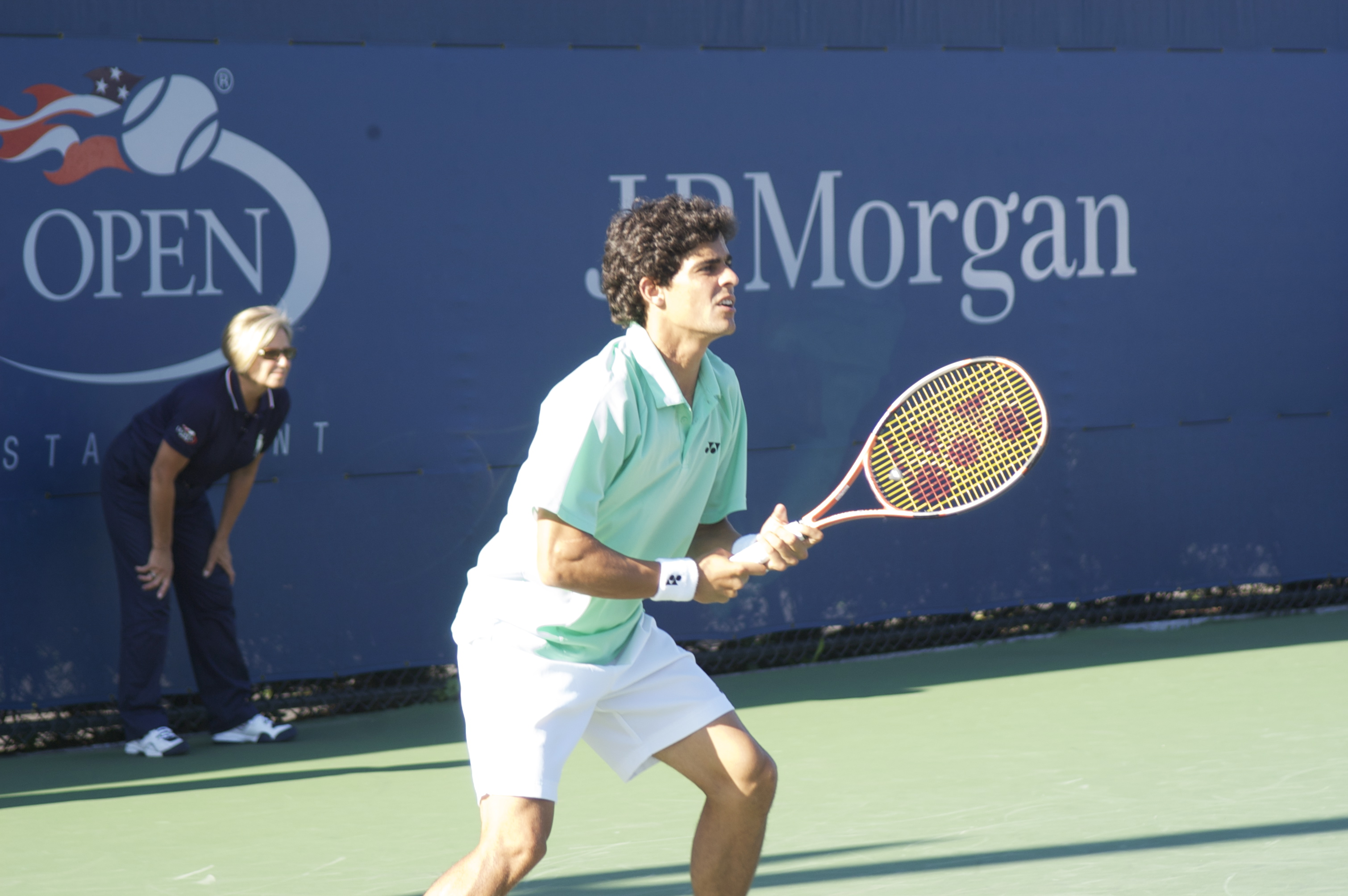
Rui Machado (Portugal) a gagné son premier titre ATP Challenger Tour à Meknès contre David Marrero (2009).

| Date       | Vainqueur               | Finaliste               | Score          |
| ---------- | ----------------------- | ----------------------- | -------------- |
| 17/03/2008 | Iván Navarro            | Jiří Vaněk              | 6-4, 6-4       |
| 23/02/2009 | Rui Machado             | David Marrero           | 6-2, 66-7, 6-3 |
| 22/02/2010 | Alexandr Dolgopolov     | Rui Machado             | 7-5, 6-2       |
| 14/02/2011 | Jaroslav Pospíšil       | Guillermo Olaso         | 6-1, 3-6, 6-3  |
| 20/02/2012 | Evgeny Donskoy          | Adrian Ungur            | 6-1, 6-3       |
| 09/09/2013 | Cedrik-Marcel Stebe     | Yannik Reuter           | 6-1, 4-6, 6-2  |
| 15/09/2014 | Kimmer Coppejans        | Lucas Pouille           | 4-6, 6-2, 6-2  |
| 07/09/2015 | Daniel Muñoz de la Nava | Roberto Carballés Baena | 6-4, 6-2       |
| 12/09/2016 | Maximilian Marterer     | Uladzimir Ignatik       | 7-64, 6-3      |

### Double
| Date       | Vainqueurs                                | Finalistes                             | Score             |
| ---------- | ----------------------------------------- | -------------------------------------- | ----------------- |
| 17/03/2008 | Alberto Martín Daniel Muñoz de la Nava    | Mikhail Elgin Yuri Schukin             | 6-4, 62-7, [10-6] |
| 23/02/2009 | Marc López Lamine Ouahab                  | Alessio Di Mauro Giancarlo Petrazzuolo | 6-3, 7-5          |
| 22/02/2010 | Pablo Andújar Flavio Cipolla              | Alexandr Dolgopolov Artem Smirnov      | 6-2, 6-2          |
| 14/02/2011 | Treat Conrad Huey Simone Vagnozzi         | Alessio Di Mauro Alessandro Motti      | 6-1, 6-2          |
| 20/02/2012 | Adrián Menéndez Jaroslav Pospíšil         | Gerard Granollers Iván Navarro         | 6-3, 3-6, [10-8]  |
| 09/09/2013 | Alessandro Giannessi Gianluca Naso        | Gerard Granollers Jordi Samper-Montaña | 7-5, 7-63         |
| 15/09/2014 | Hans Podlipnik-Castillo Stefano Travaglia | Gerard Granollers Jordi Samper-Montaña | 6-2, 64-7, [10-7] |
| 07/09/2015 | Kevin Krawietz Maximilian Marterer        | Gianluca Naso Riccardo Sinicropi       | 7-5, 6-1          |
| 12/09/2016 | Luca Margaroli Mohamed Safwat             | Pedro Martínez Oriol Roca Batalla      | 6-4, 6-4          |